# Березин, Пётр Афанасьевич
Пётр Афанасьевич Берёзин (5 декабря 1911; РСФСР, СССР, Российская империя, деревня Яган, Оханский уезда, Пермская губерния, ныне — Частинский район, Пермский край — 10 июля 1987; Пермь) — бригадир монтажников строительно-монтажного управления № 4 треста № 6/29 Пермского совнархоза. Герой Социалистического труда.

## Биография
Пётр родился 5 декабря 1911 года в деревне Яган Оханского уезда Пермской губернии, ныне — Частинского района Пермского края, в крестьянской семье. По национальности — Русский.
В 1931 году начал трудовую деятельность в сфере строительной отрасли. Трудился землекопом, чернорабочим и механизатором. В 1950-х годах работал бригадиром монтажников строительно-монтажного управления № 4 в строительном тресте № 6/29 в городе Пермь (в 1940-1957 годах — Молотов).
За многие годы Пётр участвовал в строительстве едва ли не всех жилых домов Кировского района города Перми, многих заводских корпусов, Дворца культуры. Узнаваем многими новыми методами и приспособлениями. Например, он предложил перетащить башенный кран с одной площадки на другую, не демонтируя его, и успешно провёл эту операцию. Участвовал в сборке и доводке первых тросовых кранов, которые производились в механических мастерских СМУ-4. Внимательно изучал все погрешности приспособления, доводил механизм до полной готовности.
Работал в тресте города Перми до выхода на пенсию в 1971 году, и до конца своих дней проживал в данном городе. Ушёл из жизни 10 июля 1987 года в возрасте 75-лет.

## Награды и звания
- Герой Социалистического Труда (10.10.1945)
- Орден Ленина (09.08.1958)
- Золотоя медаль «Серп и Молот» (09.08.1958)
- Орден «Знак Почёта» (10.10.1945)

## Издания
- +Пётр+Афанасьевич&dq=Березин +Пётр+Афанасьевич&hl=ru&newbks=1&newbks_redir=0&source=gb_mobile_search&sa=X&ved=2ahUKEwi_0avYgbb6AhXRwosKHQMyBIsQ6AF6BAgIEAM#Березин %20Пётр%20Афанасьевич Трудовая гвардия. — Кн. изд., 1968. — 276 с.
- +Пётр+герой&dq=Березин +Пётр+герой&hl=ru&newbks=1&newbks_redir=0&source=gb_mobile_search&sa=X&ved=2ahUKEwj968Gdgrb6AhVFposKHdjFD-gQ6AF6BAgCEAM#Березин %20Пётр%20герой Knizhnai︠a︡ letopisʹ: Osnovnoĭ vypusk. — Kniga,, 1962. — 986 с
- +Пётр+герой&dq=Березин +Пётр+герой&hl=ru&newbks=1&newbks_redir=0&source=gb_mobile_search&sa=X&ved=2ahUKEwjhraHXgrb6AhUk-yoKHQRsBXc4ChDoAXoECAsQAw#Березин %20Пётр%20герой Ежегодник книги СССР. — Изд-во Всесоюзной книжной палаты, 1962. — 1068 с.